# Wörbzig
Wörbzig is een plaats en voormalige gemeente in de Duitse deelstaat Saksen-Anhalt, en maakt deel uit van de Landkreis Anhalt-Bitterfeld.
Wörbzig telt 405 inwoners.

## Trivia
- In juli 2014 werd hier een 3000 jaar oude rokerij ontdekt, een plek waar vlees gerookt werd om het langer te kunnen bewaren.